# Cleistanthus ngounyensis
Cleistanthus ngounyensis är en emblikaväxtart som beskrevs av François Pellegrin. Cleistanthus ngounyensis ingår i släktet Cleistanthus och familjen emblikaväxter.
Artens utbredningsområde är Gabon. Inga underarter finns listade i Catalogue of Life.